# جان لوکاس
جان لوکاس (انگلیسی: Jon Lucas؛ زادهٔ ۲۹ اکتبر ۱۹۷۶) کارگردان و فیلم‌نامه‌نویس آمریکایی است. او بیشتر به خاطر کار مشترکش با اسکات مور، که شامل خماری (۲۰۰۹)، تغییر کردن (۲۰۱۱)، ۲۱ و بیشتر (۲۰۱۳)، مادرهای بد (۲۰۱۶) و جکسی (۲۰۱۹) می‌باشد، شناخته شده‌است. 